# Mayo-Kebbi Oeste
Mayo-Kebbi Ocidental ou Mayo-Kebbi Oeste (em francês: Mayo-Kebbi Ouest; em árabe:  مايو كيبي الغربي; Māyū Kībī al-Gharbī) é uma das 23 províncias do Chade, sendo Pala a sua capital.

## Demografia
O recenseamento do Chade de 2009 indicou uma população de 564 470 habitantes para Mayo-Kebbi Oeste. Sua capital Pala, 49 461 habitantes, é a cidade mais populosa da província e a oitava de todo o Chade.
Os principais grupos etnolinguísticos são os povos fulas, gidars, mangbais, mundangs, ngeté-herdés, peves, saras (principalmente ngambays) e tupuris.

## Subdivisões
A província de Mayo-Kebbi Oeste é dividida em quatro departamentos:
| Departamentos | Capital | Subprefeituras                      |
| ------------- | ------- | ----------------------------------- |
| El-Ouaya      | Lagon   | Lagon, Bissi-Mafou, Guelo, Guetalet |
| Lac Léré      | Léré    | Binder, Guégou, Lagon, Léré         |
| Mayo-Binder   | Binder  | Binder, Mboursou, Mbraou, Ribao     |
| Mayo-Dallah   | Pala    | Gagal, Lamé, Pala, Torrock          |